# نستور گوروسیتو
نستور گوروسیتو (اسپانیایی: Néstor Gorosito‎؛ زادهٔ ۱۴ مهٔ ۱۹۶۴) یک بازیکن فوتبال و سرمربی اهل آرژانتین است.

## باشگاهی
از باشگاه‌هایی که در آن بازی کرده‌است می‌توان به سن لورنزو و ریور پلاته و باشگاه فوتبال یوکوهاما مارینوس اشاره کرد.

## تیم ملی
وی همچنین در تیم ملی فوتبال آرژانتین بازی کرده است.